# 席勒納
席勒納，滿洲人，清朝政治人物、清朝戶部尚書。
曾任禮部左侍郎、翰林院掌院學士。康熙三十年閏七月庚申，接替蘇赫，擔任清朝戶部尚書，后改吏部尚書。由馬齊接任。